# Ван Сюаньсюань
Ван Сюаньсюань (кит. 王 玄玄; род. 26 января 1990, Чанчжоу, Цзянсу) — китайский боксёр, представитель первой тяжёлой весовой категории. Выступал за национальную сборную КНР по боксу в первой половине 2010-х годов, бронзовый призёр чемпионата мира, серебряный призёр чемпионата Азии, победитель и призёр многих турниров международного значения, участник летних Олимпийских игр в Лондоне.

## Биография
Ван Сюаньсюань родился 26 января 1990 года в городском округе Чанчжоу провинции Цзянсу, КНР.
Впервые заявил о себе в боксе на международной арене в сезоне 2007 года, выиграв серебряную медаль на чемпионате Азии среди юниоров в Алма-Ате.
В 2011 году вошёл в основной состав китайской национальной сборной, в зачёте первой тяжёлой весовой категории выиграл серебряные медали на Гран-при Усти в Чехии и на чемпионате Азии в Инчхоне. Побывал и на чемпионате мира в Баку, откуда привёз награду бронзового достоинства — в четвертьфинале взял верх над представителем Казахстана Василием Левитом, тогда как на стадии полуфиналов уступил азербайджанцу Теймуру Мамедову.
В 2012 году взял бронзу на Мемориале Бочкаи в Венгрии, проиграв в полуфинале узбеку Рустаму Тулаганову, и стал серебряным призёром на Кубке химии в Германии, где в решающем финальном поединке был остановлен россиянином Артуром Бетербиевым. Благодаря удачному выступлению на чемпионате мира удостоился права защищать честь страны на летних Олимпийских играх в Лондоне, однако уже в стартовом поединке категории до 91 кг со счётом 7:10 потерпел поражение от представителя Болгарии Тервела Пулева и сразу же выбыл из борьбы за медали.
После лондонской Олимпиады Ван ещё в течение некоторого времени оставался в составе боксёрской команды Китая и продолжал принимать участие в крупнейших международных турнирах. Так, в 2013 году он получил бронзу на Мемориале Бочкаи, серебро на турнире Хиральдо Кордова Кардин в Гаване, боксировал на азиатском первенстве в Аммане и на мировом первенстве в Алма-Ате, был лучшим в зачёте китайского национального первенства. В составе команды «Нокауты США» отметился выступлением в матчевой встрече полупрофессиональной лиги World Series of Boxing, проиграв техническим нокаутом в третьем раунде украинцу Денису Пояцике.
В 2014 году стал серебряным призёром Кубка химии и Хиральдо Кордова Кардин, выступил на чемпионате CISM в Алма-Ате, проиграл представителю Украины Геворгу Манукяну на Открытом чемпионате Китая в Гуйяне. Принимал участие в Азиатских играх в Инчхоне, но остановился здесь уже на предварительном этапе, потерпев поражение от Рустама Тулаганова.